# Beatless
Beatless (яп. ビートレス。 Би:торэсу, Без пульса) — японский научно-фантастический серийный роман, написанный автором Хасэ Сатоси и проиллюстрированный Редджусом при участии Wit Studio. Серия романов вдохновила на создание трёх побочных серий манги и создание аниме-сериала от студии Diomedéa, премьера которого состоялась 12 января 2018 года в программном блоке Animeism на телеканале MBS.

## Сюжет
Действие происходит в Японии 2105 года. Огромная часть рабочих обязанностей возложена на андроидов под кодовым названием HIE, ставших обыденностью и частью человеческого общества. Они копируют поведение людей и действуют в соответствии с их ожиданиями. Однако, несмотря на внешнюю схожесть с людьми большая часть населения относится к Hie как к вещам.

## Персонажи
Арато Эндо (яп. 遠藤 アラト Эндо: Арато) — главный герой, который испытывает любовь к андроидам модели HIE, в то время как другие люди считают их лишь вещами. Его отец был известным учёным, который разработал андроида Ласию. Однажды ночью он становится свидетелем «нападения вишнёвых лепестков», заставляющих андроидов и машин выходить из-под контроля и атаковать людей. У Арато есть младшая сестра.
Ласия (яп. レイシア Рэйсиа) — главная героиня, созданная профессором и отцом Арато. Сама Ласия оснащена устройством для остановки пули. Также она становится пристрастием Арато после спасения своей жизни от захваченной электроники.
Юка Эндо (яп. 遠藤 ユカ  Эндо: Юка) — младшая и избалованная сестра Арато.

## Медиа

### Роман
Хасэ Сатоси издал роман в журнале Newtype издательства Kadokawa Shoten в 2012 году. Издание было проиллюстрировано Редджусом, одним из членов группы supercell. Роман был составлен и опубликован в книжной форме 10 октября 2012 года. В 2013 году на Tokyo Otaku Mode начался перевод романа на английский язык с анимированными версиями иллюстраций от Редджус, совместно с Wit Studio и аниматором Сатоси Кадоваки.
| № | Дата публикации      | ISBN                   |
| - | -------------------- | ---------------------- |
| 1 | 10 октября 2012 года | ISBN 978-4-04-110290-9 |

### Манга
Роман вдохновил на три отдельные спин-офф серии манги. Автор Кагура Угуйсу опубликовал двухтомную серию манги под названием Beatless: Dystopia в журнале Monthly Shōnen Ace издателя Kadokawa в период с 2012 по 2013 год. Однотомная четырехпанельная побочная манга под названием Beatless была опубликована издана Килой. C 11 апреля 2014 года на веб-сайте Kadokawa Famitsu Comic Clear начался выпуск манги Ptolemy's Singularity (яп. 天動のシンギュラリティ), написанной автором Ган Снарк и проиллюстрированной Мицуру Осаки. Хотя первая предрелизная глава была доступна с 11 марта 2014 года. Было выпущено 7 томов этой манги.
Beatless: Dystopia
| № | Дата публикации  | ISBN                   |
| - | ---------------- | ---------------------- |
| 1 | 22 сентября 2012 | ISBN 978-4-04-120399-6 |
| 2 | 21 февраля 2013  | ISBN 978-4-04-120605-8 |

Ptolemy’s Singularity
| № | Дата публикации | ISBN                   |
| - | --------------- | ---------------------- |
| 1 | 14 октября 2014 | ISBN 978-4-04-729989-4 |
| 2 | 14 февраля 2015 | ISBN 978-4-04-730224-2 |
| 3 | 15 февраля 2016 | ISBN 978-4-04-730964-7 |
| 4 | 15 февраля 2016 | ISBN 978-4-04-730965-4 |
| 5 | 15 января 2018  | ISBN 978-4-04-734999-5 |
| 6 | 15 февраля 2018 | ISBN 978-4-04-735000-7 |
| 7 | 13 апреля 2018  | ISBN 978-4-04-735101-1 |

## Аниме
Премьера сериала состоялась 12 января 2018 года. Режиссер Сэйдзи Мидзусима сценарий написан Тацуя Такахаси совместно с Го Дзаппа. Сериал будет состоять из 24 серий. Мировая премьера транслировалась исключительно на Amazon Video по всем странам. Последние четыре эпизода выйдут с 26 по 28 сентября 2018 года под названием Beatless: Final Stage.
Открывающая тема: «Error» — исполняет GARNiDELiA
Закрывающая тема: «PRIMALove» — исполняет ClariS
| 1 | Contract                     | 13 января 2018    |
| В то время как большинство ГИЭ мирно служат человечеству, помогая им по дому или заменяя людей на обслуживающих должностях, пять вооружённых ГИЭ с высоким уровнем интеллекта сбежали на волю. Однажды Арато Эндо шёл по улице и болтал со знакомой ГИЭ, как вдруг она начала сходить с ума и пытаться его убить, а также он стал объектом преследования автомобилей. Будучи в безысходной ситуации, Арато отчаянно позвал на помощь, и на его зов откликнулись. Одна из сбежавших ГИЭ по имени Лация пришла ему на помощь и спросила у него разрешения стать его личным роботом. Арато соглашается, и Лация успешно отражает нападение. |                              |                   |
| 2 | Analog Hack                  | 20 января 2018    |
| Одноклассники Арато удивляются, как ему удалось заполучить такую люксовую ГИЭ совершенно бесплатно, и предлагают ему поискать её настоящего владельца. Однако, Арато не впечатляет такая идея. Они с Лацией подали портфолио в модельное агентство, чтобы найти Лации работу. Лация прошла прослушивание и даже выиграла гран-при, поразив своей неземной красотой не только работников агентства, но и простых людей. Тем временем, в городе продолжились зверские нападения на ГИЭ, но на этот раз пострадал ещё и человек, её хозяин, пытавшийся защитить ГИЭ от злоумышленников.                                                     |                              |                   |
| 3 | You'll be Mine               | 27 января 2018    |
| 4 | Automatic World              | 3 февраля 2018    |
| 5 | Tools for Outsourcers        | 10 февраля 2018   |
| 5.5 | Intermission_01              | 17 февраля 2018   |
| 6 | Higgins Village              | 24 февраля 2018   |
| 7 | Boy meets Pornography        | 3 марта 2018      |
| 8 | Awakening of Sleeping Beauty | 10 марта 2018     |
| 9 | My Whereabouts               | 17 марта 2018     |
| 9.5 | Intermission_02              | 24 марта 2018     |
| 10 | Dwellings and Surroundings   | 31 марта 2018     |
| 11 | Dystopia Game                | 7 апреля 2018     |
| 12 | Slumber of Human             | 14 апреля 2018    |
| 13 | The Prayer Within            | 28 апреля 2018    |
| 14 | An Answer to Survive         | 5 мая 2018        |
| 14.5 | Intermission_03              | 12 мая 2018       |
| 15 | Edge Line                    | 19 мая 2018       |
| 16 | Plus One                     | 26 мая 2018       |
| 16.5 | Intermission_04              | 2 июня 2018       |
| 17 | A Reason of Our Own          | 9 июня 2018       |
| 18 | Protocol of Love             | 16 июня 2018      |
| 19 | Paper Tiger                  | 29 июня 2018 года |
| 20 | Our Error World              | 30 июня 2018 года |